# Пакосць (гміна)
Гміна Пакосць (пол. Gmina Pakość) — місько-сільська гміна у північній Польщі. Належить до Іновроцлавського повіту Куявсько-Поморського воєводства.
Станом на 31 грудня 2011 у гміні проживало 9977 осіб.

## Площа
Згідно з даними за 2007 рік площа гміни становила 86.29 км², у тому числі:
- орні землі: 77.00%
- ліси: 20.00%

Таким чином, площа гміни становить 7.04% площі повіту.

## Населення
Станом на 31 грудня 2011:
| Опис     | Загалом | Загалом | Чоловіки | Чоловіки | Жінки | Жінки |
| -------- | ------- | ------- | -------- | -------- | ----- | ----- |
| одиниця  | осіб    | %       | осіб     | %        | осіб  | %     |
| все      | 9977    | 100     | 4846     | 48.57    | 5131  | 51.43 |
| міське   | 5844    | 100     | 2808     | 48.05    | 3036  | 51.95 |
| сільське | 4133    | 100     | 2038     | 49.31    | 2095  | 50.69 |

## Сусідні гміни
Гміна Пакосць межує з такими гмінами: Барцин, Домброва, Іновроцлав, Яніково, Злотники-Куявські.